# Харчевин, Фёдор Павлович
Фёдор Павлович Харчевин (1901 — 1969) — участник Великой Отечественной войны, начальник инженерных войск 3-й гвардейской танковой армии 1-го Украинского фронта, гвардии генерал-майор инженерных войск. Герой Советского Союза.

## Биография
Родился 19 февраля 1901 года (по другим данным в 1900 году) в селе Старое Тонино в крестьянской семье. Русский.
Окончил начальное училище. Член ВКП(б)/КПСС с 1919 года. В Красной Армии с 1919 года.
Участник Гражданской войны. В 1935 году окончил Военную инженерную академию.
На фронтах Великой Отечественной войны с июля 1941 года. Участвовал в боях в районе города Козельска, в Острогожско-Россошанской, Харьковской оборонительной и наступательной операциях в составе войск Западного и Воронежского фронтов.
До конца Великой Отечественной войны полковник Фёдор Харчевин участвовал также в таких известных наступательных операциях советских войск, как: Проскуровско-Черновицкая, Львовско-Сандомирская, Сандомирско-Силезская, Берлинская и Пражская.
После войны генерал-майор инженерных войск Ф. П. Харчевин был начальником инженерных войск Дальневосточного военного округа.
В 1966 году уволился в запас, жил в Хабаровске. Затем — в Москве.
Умер 28 мая 1969 года. Похоронен в Одессе на 2-м Христианском кладбище.
Подвиг

…Шёл 1943 год. 22 сентября части 3-й гвардейской танковой армии под командованием генерала П. С. Рыбалко вышли к Днепру в районе Великого Букрина.
Начальник инженерных войск армии гвардии полковник Ф. П. Харчевин подошёл к реке, покачал головой, смотря на её ширину, и, достав из планшета бумагу, начал быстро что-то записывать.
— Да, придется всем нам изрядно потрудиться над сооружением мосточка, — произнёс он, обращаясь к командирам сапёрных батальонов, стоявшим с ним рядом.
— Здесь, товарищ полковник, не мосточек, а мостище надо строить, — ответил один из комбатов. — Да хорошо бы его как-то замаскировать, чтобы гитлерюги не увидели и не разбомбили.
Идея смелого и стремительного форсирования Днепра овладела всеми советскими воинами от солдата до генерала. Работали и днём и ночью. Надо было спешить, чтобы помочь стрелковым частям, форсировавшим Днепр с ходу и захватившим на правом берегу плацдармы, на которых завязались кровопролитные бои. Каждый переправленный на правый берег танк вступал немедленно в бой. Так продолжалось несколько дней. (Впоследствии танковая армия П. С. Рыбалко была переброшена на Лютежский плацдарм и принимала участие в освобождении Киева).
…Авиация гитлеровцев с рассвета и до вечерних сумерек бомбила переправы через Днепр, уничтожала паромы, наплавные мосты… Надо было что-то придумать. И вот… Несколько дней сапёры Харчевина целыми ночами «плавали» по Днепру.

Заколачивали сваи, привозили какие-то паромы и спускали их на воду. Настил моста закрепляли под поверхностью воды. Сверху никакие вражеские разведчики увидеть его не могли. Подводный мост! Это была воплощённая в жизнь идея полковника Харчевина.

## Награды
- Указом Президиума Верховного Совета СССР от 17 ноября 1943 года за умелое командование инженерными войсками танковой армии, мужество и героизм, проявленные в борьбе с немецко-фашистскими захватчиками, полковнику Харчевину Фёдору Павловичу присвоено звание Героя Советского Союза с вручением ордена Ленина и медали «Золотая Звезда» (№ 1255)[3].
- Награждён ещё одним орденом Ленина, четырьмя орденами Красного Знамени, орденами Суворова 2-й степени и Красной Звезды, а также медалями и польским орденом «Крест Храбрых»[4].

## Память
- Память о Герое увековечена на гранитной плите, установленной на аллее Славы в городе Спасск.
- Дочь Фёдора Павловича — Нина Фёдоровна — проводит уроки мужества в школах Москвы[5][6].